# St. Remigius (Hambrücken)

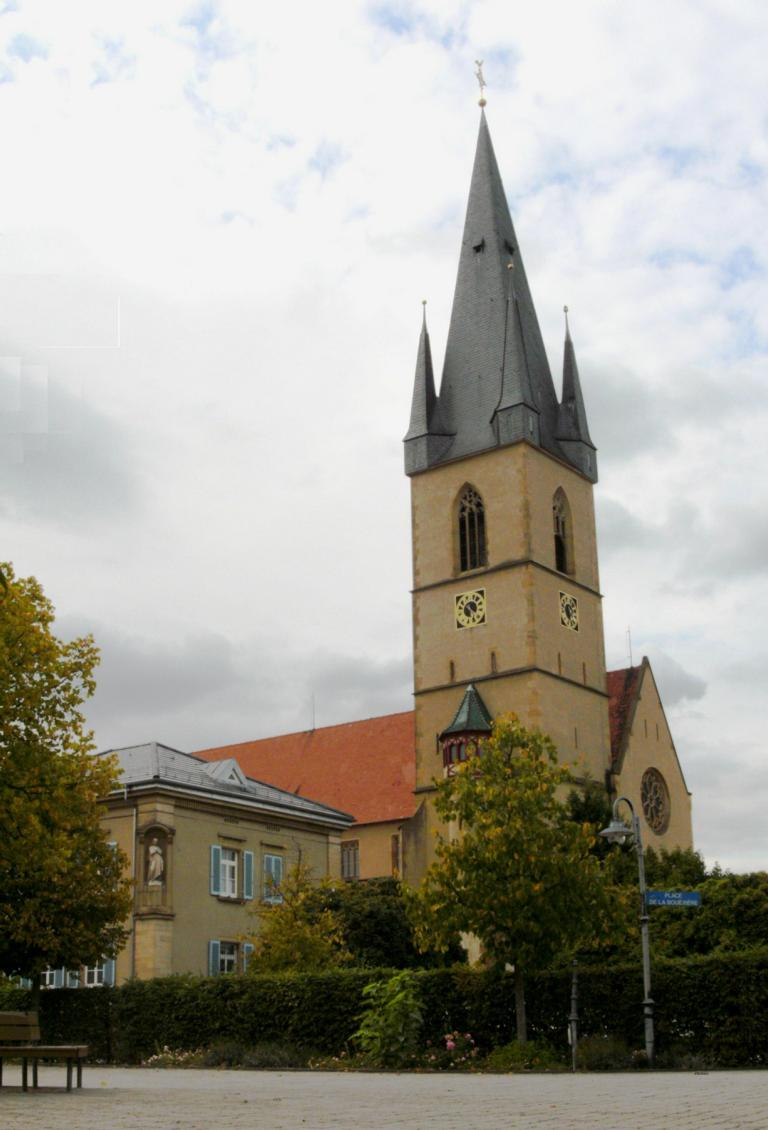
Pfarrkirche St. Remigius in Hambrücken

St. Remigius ist die Pfarrkirche der katholischen Kirchengemeinde St. Remigius in Hambrücken im Landkreis Karlsruhe. Sie wurde in den Jahren 1901 bis 1903 im Stil der Neogotik anstelle eines älteren barocken Kirchengebäudes errichtet.

## Geschichte
Eine Kirche in Hambrücken ist bereits im 14. Jahrhundert in einem Zinsbuch bezeugt, in einem Dokument von 1510 wird sie als Hauptkirche bezeichnet. Das Patronat des heiligen Remigius lässt jedoch eine weitaus längere Tradition vermuten, war der 440 geborene spätere Bischof von Reims doch der bevorzugte Heilige der Merowinger.
Neben einem Hauptaltar konnte die Kirche um das Jahr 1526 noch einen zweiten Altar vorweisen. Der Dreißigjährige Krieg hinterließ auch in Hambrücken seine Spuren und so musste die Kirche repariert werden. Bei einer Visitation im Jahre 1683 wurden etliche Mängel festgestellt: Keinen Beichtstuhl, keine Monstranz, keine Reliquien und kein ewiges Licht hatte das Gotteshaus vorzuweisen; das religiöse Leben war aber dennoch recht aktiv, so wurde alljährlich der Kirchweihtag gefeiert, daneben gab es Prozessionen an Fronleichnam und am Markusfest, zudem noch einige in umliegenden Gemeinden zu verschiedenen Anlässen.
Um 1730 plante die Gemeinde eine grundlegende Reparatur des Kirchengebäudes in Angriff zu nehmen, doch machte 1734 ein Überfall der Franzosen alle Hoffnungen und Bemühungen zunichte.
In der Folgezeit entschloss sich Fürstbischof Damian Hugo von Schönborn, einem Neubau für die Hambrücker Gemeinde zuzustimmen. Gebaut wurde eine schlichte Dorfkirche in Kreuzform, sie stand vor der heutigen Pfarrkirche. Geweiht wurde diese Barockkirche 1742 durch Fürstbischof Damian Hugo von Schönborn. Bereits 1831 war diese jedoch zu klein und eine Erweiterung wurde nötig, doch auch diese war nur von kurzer Dauer, denn bereits 1892 musste man sich im Hambrücker Stiftungsrat erneut über eine grundlegende Vergrößerung oder einen Neubau der Kirche Gedanken machen, doch mangelte es zunächst an der Finanzierung. Pfarrer Weckesser gelang es aber einige Geldgeber zu finden, unter die sich sogar der badische Großherzog einreihte. Die Innenausstattung der Barockkirche wurde nach dem Bau der heutigen verkauft, ihre Kanzel befindet sich heute auf dem Michaelsberg in Bruchsal-Untergrombach. Nach dem Bau der heutigen Kirche wurde die alte abgerissen, zunächst das Langhaus, zuletzt 1904 der Turm.

## Beschreibung

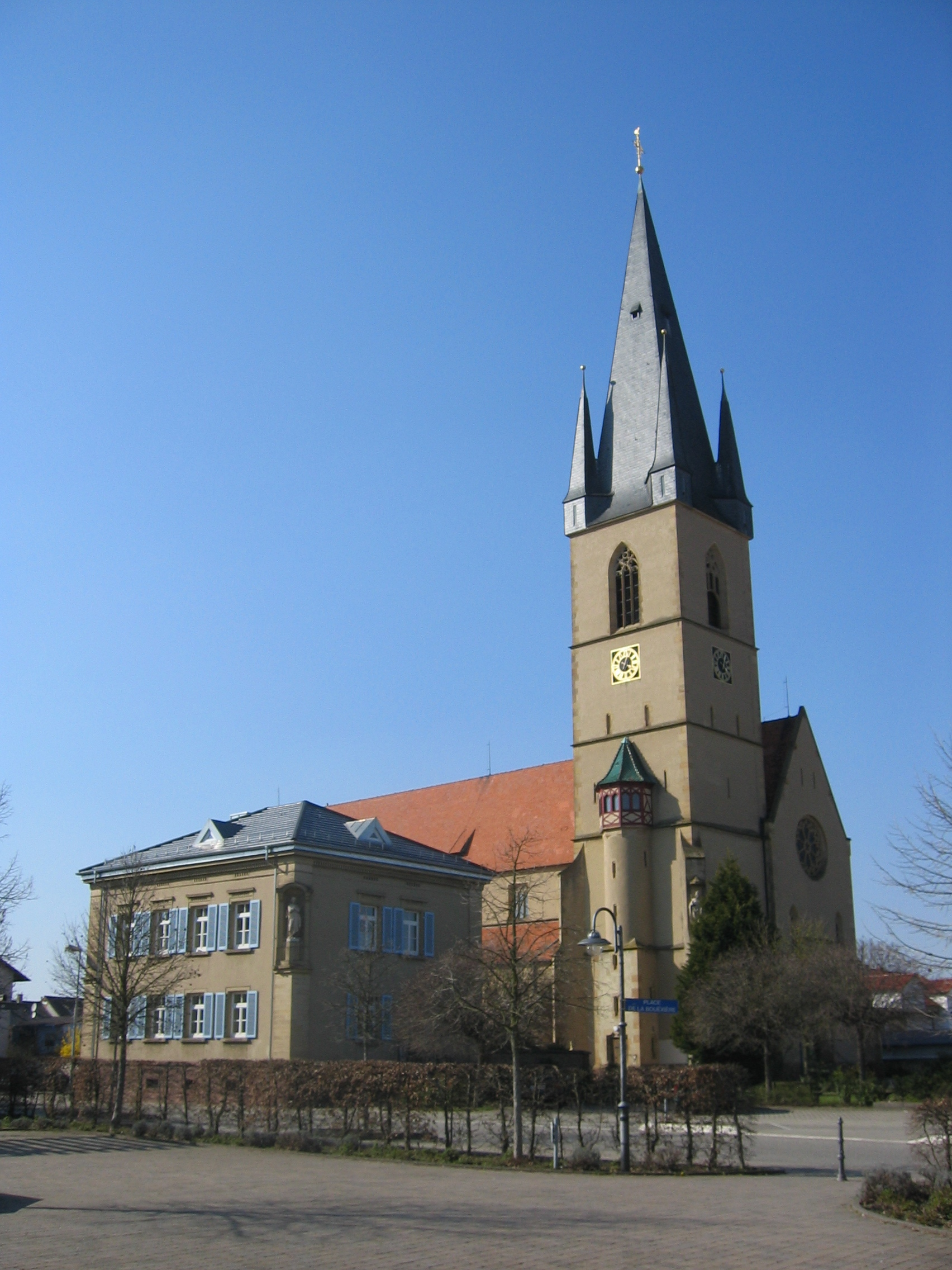
Dom der Lußhardt

Die heutige Kirche wird auch als Dom der Lußhardt bezeichnet und ist mit ihrem weithin sichtbaren Turm das Erkennungszeichen der Gemeinde Hambrücken. Die Pfarrkirche, die am Kreuzungspunkt der beiden Hambrücker Hauptverkehrsadern steht, wurde als dreischiffige Kirche im neogotischen Stil erbaut, ihre Grundsteinlegung war am 6. Oktober 1901. Die Holzdecke im höheren mittleren Schiff war zu Beginn bespannt und ebenso wie der Altarraum bemalt. Diese Bemalung wurde bei der Renovierung in den 1970er Jahren größtenteils übertüncht. Der Dom der Lußhardt hat eine Höhe von 65 Metern und ist somit der höchste Kirchturm im Lußhardtgebiet.
Die Fenster in den Seitenschiffen stellen auf der rechten Seite die Heiligen Bernhard, Paulus und Remigius dar, auf der linken Seite die Heilige Elisabeth, Monika und Notburga, dazwischen befinden sich auf beiden Seiten Fenster, die biblische Szenen darstellen, ihre Mottosprüche lauten auf der rechten Seite: „Herr hilf mir“, „Weide meine Schafe“ und „Vater, ich habe gesündigt“, auf der linken Seite: „Dieses ist wahrhaftig der Prophet“, „Er war ihnen untertan“ und „Fürchte dich nicht, glaube nur“.
Im Hauptschiff sind über den Pfeilern Statuen der 14 Nothelfer angebracht, die zwar in den 1970er Jahren alle grau gestrichen wurden, bei der letzten Renovierung der Kirche aber ihren alten Farbglanz wieder erhielten. Auf der rechten Seite sind dies vom Haupteingang zum Altar der hl. Remigius, die hl. Barbara, der hl. Eustachius, die hl. Margareta, der hl. Aegidius, die hl. Katharina und der hl. Erasmus. Auf der linken Seite die hll. Christophorus, Dionysius, Pantaleon, Blasius, Achatius, Vitus und Georg.
Den Hochaltar, der im Jahre 1910 aufgestellt werden konnte, krönt oben eine Statue von St. Michael, darunter befinden sich diejenigen von Bernhard von Baden (mit Fahne), St. Remigius, der ein Modell der Hambrücker Kirche trägt, und St. Sebastian. Die Außenflügel bemalte W. Klink mit Johannes dem Täufer bzw. einer Szene nach der Kreuzesabnahme Jesu. Auf der Innenseite befinden sich Schnitzarbeiten mit den Motiven der Geburt Jesu, Jesus am Ölberg, der Auferstehung Christi und die Krönung Mariens. In der Predella befinden sich zwei geschnitzte Apostelgruppen.
Von den zunächst vorhandenen drei Bronzeglocken musste die Gemeinde zwei im Jahre 1917 abliefern, die 1921 durch vier Gussstahlglocken ersetzt wurden, das letzte Bronzeglöcklein wurde 1942 eingefordert, und daher erklingt das Geläute heute in den Tönen C-Es-Ges-A.
Aus der Barockkirche wurde die Orgel ins neue Gebäude mit übernommen, doch quittierte sie bereits 1911 den Dienst. Nach einigen Reparaturen wurde schließlich 1928 eine neue Orgel angeschafft, die 1951 und 1960 erneuert wurde. Mitte der 1970er Jahre wurde auch diese durch ein neues Instrument mit 33 Registern und 1887 Pfeifen aus Holz und Zinn ersetzt und konnte 1979 eingeweiht werden.
In den 1970er Jahren wurde das Kirchengebäude grundlegend renoviert. Neben einem neuen Anstrich innen und außen erhielt die Kirche eine neue Holzdecke, ein neuer Fußboden und neue Bänke wurden angeschafft und eine Heizung installiert. Im Jahr 2002 erhielt die Kirche einen neuen Innenanstrich, bei dem auch die Farben wieder mehr Gewicht bekamen, so wurden beispielsweise die Pilaster im Altarraum und die 14 Nothelferfiguren koloriert, zudem wurde der Altarraum umgestaltet.